# Тени Замбулы
«Тени Замбулы» (первоначально — «Людоеды Замбулы») — один из рассказов о герое мира меча и магии Конане из Киммерии, написанных американским автором Робертом И. Говардом и опубликованный в 1935 году в выпуске журнала Weird Tales.
Действие рассказа происходит в псевдоисторическую Хайборийскую Эру. Говард решил отобразить божество Ханумана в виде идола после прочтения рассказа Киплинга The Mark of the Beast, по сюжету которого пьяный британский офицер попадает под проклятие после того как прижигает сигарой изображение Ханумана.

## Описание сюжета
Перед тем как ответить, кочевник украдкой бросил взгляд через плечо.
«Кто знает» — продолжал он, понизив голос — «Но люди пустыни и путешественники останавливались для ночлега в доме Арама Бакши и никто больше их не видел и никогда больше о них не слышали. Что стало с ними? Он клялся, что они поднимались и отправлялись в свой путь. Правда, ни один горожанин не исчезал из его дома. Но никто больше не видел путешественников, люди говорили, что видели, как их товары и вещи продавали на базарах. Если сам Арам не продавал эти вещи, после того как покончил с их владельцами, то как они там оказались?»
Оригинальный текст (англ.)The desert man glanced furtively over his shoulder before replying, and lowered his voice.

“Who can say? But desert men and travelers have slept in the house of Aram Baksh and never been seen or heard of again. What became of them? He swore they rose and went their way — and it is true that no citizen of the city has ever disappeared from his house. But no one saw the travelers again, and men say that goods and equipment recognised as theirs have been seen in the bazaars. If Aram did not sell them, after doing away with their owners, how came they there?”
— Роберт Говард: «Призраки Замбулы»
Покинув зуагиров, Конан приходит в город Замбула и, несмотря на предупреждение, собирается переночевать на постоялом дворе Арама Бакши. Ночью киммериец убивает негра-людоеда, прокравшегося в его комнату, и обнаруживает тайный механизм, открывающий дверь снаружи. Разгневанный варвар спешит отомстить вероломному хозяину, продающего постояльцев людоедам, но дороге спасает от людоедов танцовщицу Забиби. Она умоляет возжелавшего её Конана помочь её возлюбленному воину Алафдалу, который, обезумев от неверно подействовавшего эликсира, ходит по улицам города. Конан обезоруживает Алафдала и по указке Забиби относит его в убежище.
Забиби и Конан отправляются в храм Ханумана, чтобы забрать противоядие у верховного жреца Тотразмека. Слуга Тотразмека, могучий козаланец Баал-птеор, втягивает девушку в потайную дверь, а сам отправляется к алтарю, чтобы встретить и убить Конана. Киммериец врукопашную убивает Баал-птеора. Тотразмек мучает Забиби иллюзиями, вынуждая её танцевать «пляску змей». Конан убивает Тотразмека со спины и освобождает Забиби. Танцовщица даёт своему возлюбленному выпить сок золотого лотоса, после чего тот засыпает нормальным сном.
Забиби признаётся Конану, что Алафдал на самом деле — правитель Замбулы Юнгир-хан, а она — его возлюбленная Нефертари. Она предлагает Конану явиться к ним завтра, чтобы получить пост капитана стражи, его первым заданием станет поиск чудодейственного кольца Звезда Хорала, при помощи которого можно поработить сердце человека противоположного пола. Варвар отвечает согласием, однако принимает решение как можно быстрее убраться из города, так как он сразу опознал и её, и Юнгир-хана, и кольцо на его пальце. Отомстив напоследок Араму Бакше, он покидает город.

## Дальнейшие публикации
Рассказ был переопубликован в сборниках Conan the Barbarian (Gnome Press, 1954) и Conan the Wanderer (Lancer Books, 1968), также в сборниках The Conan Chronicles Volume 1: The People of the Black Circle (Gollancz, 2000) под названием Shadows in Zamboula и в сборнике Conan of Cimmeria: Volume Three (1935—1936) (Del Rey, 2005) под оригинальным названием The Man-Eaters of Zamboula (Людоеды Замбулы)

## Адаптации
Рой Томас и Нил Адамс выпустили комикс по мотивам рассказа, вошедший в номер 14 журнала Savage Sword of Conan.